# Calciatore sudamericano dell'anno 1979
Il premio di calciatore sudamericano dell'anno per il 1979 fu assegnato a Diego Maradona, calciatore argentino dell'Argentinos Juniors.

## Classifica
| Pos. | Calciatore                     | Naz.        | Club               | Punti |
| ---- | ------------------------------ | ----------- | ------------------ | ----- |
| 1.   | Diego Maradona                 | Argentina   | Argentinos Juniors | 80    |
| 2.   | Romerito                       | Paraguay    | Sp. Luqueño        | 40    |
| 3.   | Paulo Roberto Falcão           | Brasile     | Internacional      | 29    |
| 4.   | Ubaldo Fillol                  | Argentina   | River Plate        | 26    |
| 5.   | Zico                           | Brasile     | Flamengo           | 15    |
| 6.   | Fernando Morena                | Uruguay     | Rayo Vallecano     | 13    |
| 7.   | Carlos Caszely                 | Cile        | Colo-Colo          | 11    |
| 8.   | Daniel Passarella              | Argentina   | River Plate        | 9     |
| 8.   | Mario Kempes                   | Argentina   | Valencia           | 9     |
| 10.  | Ramón Díaz                     | Argentina   | River Plate        | 7     |
| 11.  | Elías Figueroa                 | Cile        | Palestino          | 5     |
| 12.  | Héctor Chumpitaz               | Perù        | Sporting Cristal   | 4     |
| 12.  | Evaristo Isasi                 | Paraguay    | Olimpia            | 4     |
| 14.  | Hugo Talavera                  | Paraguay    | Olimpia            | 3     |
| 14.  | Eugenio Morel                  | Paraguay    | Libertad           | 3     |
| 16.  | Hugo Sánchez                   | Messico     | Pumas UNAM         | 2     |
| 16.  | Ricardo Bochini                | Argentina   | Independiente      | 2     |
| 16.  | Roberto Dinamite               | Brasile     | Barcellona         | 2     |
| 16.  | João Justino Amaral dos Santos | Brasile     | Corinthians        | 2     |
| 20.  | Mágico González                | El Salvador | FAS                | 1     |
| 20.  | Carlos Kiese                   | Paraguay    | Olimpia            | 1     |
| 20.  | Gerónimo Barbadillo            | Perù        | Tigres UANL        | 1     |
| 20.  | Mario Galindo                  | Cile        | Colo-Colo          | 1     |